# ふしぎなブロビー ブロバニアの危機
『ふしぎなブロビー ブロバニアの危機』（原題：A boy and His Blob: Trouble on Blobolnia）は、イマジニアリングが開発したファミリーコンピュータ用コンピュータゲームである。
日本では1990年11月29日にジャレコより販売された。北米ではアブソリュート・エンターテインメント、ヨーロッパでは任天堂より販売された。
プラットフォーム・パズルゲームである本作は、主人公の少年が、様々な姿に変身するブロビーとともに、悪の皇帝の支配から惑星ブロバニアを救う内容となっている。
プレイヤーは少年を操作するほか、ブロビーに様々な風味の「きゃんでぃー」（日本語版の場合。英語オリジナル版では「jelly beans」）を与えて変身させたりしてゲームを進めていく。
『ピットフォール』で知られるデイヴィッド・クレインが設計・プログラムした本作は 、1989年の夏に任天堂によってライセンスされ、開発が開始、6週間の短い期間で完成した。 クレインは、本作に登場するブロビーと少年の全体的な概念は型にはまらないと述べていて、自分の手でプレイヤーに便利なツールを実装しようとしていた。 
本作の批評には賛否両論があり、ほとんどは独特のゲームシステムを評価したが、それを生かせていないと感じるレビュワーもいた。このゲームは、1989年のコンシューマー・エレクトロニクス・ショー （CES）の「Best of Show」および1990年のペアレンツチョイス賞を受賞した。
本作の続編としてゲームボーイ用ソフト『ふしぎなブロビー プリンセス・ブロブを救え!』が発売された。
長年に渡ってシリーズを任天堂の他の携帯機器向けに提供しようとして2度失敗した後、2009年にWayForward Technologiesによってリメイク版が開発され、Wii向けにマジェスコ・エンターテインメントによってリリースされ、同年にはオリジナルのNES版が北米およびPAL地域のWiiバーチャルコンソールでリリースされた。 

## ゲームプレイ
プラットフォーム・パズルゲーム（障害物を能力で乗り越え、謎を解くアクションアドベンチャー）である本作は、少年（日本語版では「ボーイ」と表記）と彼の異星人の友人ブロビー（本名、ブロバート）が、住人にお菓子だけの食事を強いる悪の皇帝によって支配されたブロバニアの故郷の惑星を救うべく、奔走する様子を描いている。
少年とブロビーがロバニアにいる皇帝を倒すには、地下を通って必要なアイテムを手に入れる必要がある。本作は横スクロールゲームではなく、相互に接続された一連の単一の画面をプレイヤーに提示している。プラットフォームゲームであるにもかかわらず、本作において少年は左右にしか移動することができず、ジャンプしたり泳いだりすることはできない。また、少年が一定の高さ以上から落下すると死亡するほか、落石、鍾乳石、石筍、ヘビなどに触れても死亡する。 
プレイヤーは少年を直接操作するが、ブロバートはコンピューターAIによって制御されている。少年は、ブロビーの変身を利用して、裂け目を越えたり、より高い場所へ移動したり、障害物や敵を越えたりすることができる。
プレイヤーがブロビーに「きゃんでぃー」を食べさせると、様々な道具に変身する。例えば、「あっぷる きゃんでぃー」（英語版では「licorice jelly bean」）ははしごに、「にっき きゃんでぃー」（英語版では「apple jelly bean」）でジャッキに変身する。口笛を吹くと、ブロビーは元の姿に戻り、少年についていく。プレイヤーは、不思議なゲームの世界を回るためにきゃんでぃーとその効果を実験することが奨励される。ステージ内には、プレイヤーのスコアを上げるさまざまな宝物とダイヤモンドで、ゲーム世界にあるドラッグストアでビタミンを購入するために使用できる。ビタミンは、特定のタスクを完了するためにブロバニアで使用される特殊な「びたぶらすたー」と組み合わせて使用できる。また、マップ上には追加のきゃんでぃーと、一定数を集めるとプレイヤーの残機を増やすコインがある。

## 開発

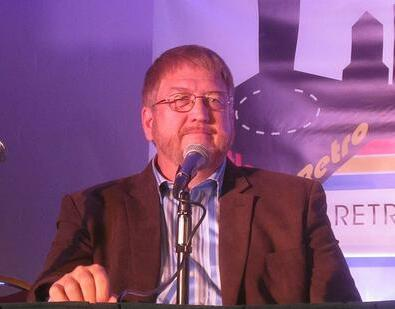
デイビッド・クレインは、ふしぎなブロビーのチーフプログラマー兼デザイナーである。

ふしぎなブロビー ブロバニアの危機は」アブソリュート・エンターテインメントの社内開発のイマジニアリングによって開発された。デイビッド・クレインが中心となり、かつてのアクティビジョンの同僚のガリー・キッチンの協力を得てこのゲームが開発された。キッチンは、1988年にセルフパブリッシングを開始したアクティビジョンのスピンオフ企業アブソリュートの社長だった。クレインはほぼ同時にアブソリュートのKitchenに加わった。クレインは、形を変えたブロブと一緒に行動する少年のコンセプトを「壁から離れたアイデア」として説明した。クレインは、ブロビーのデザインは、ハンナ・バーベラの漫画『怪獣王ターガン』のキャラクター・ヒューヒューとボーボーに大きく影響されていると述べた。ゲームプレイの観点から、クレインの目標は、Atari 2600ゲームの『ピットフォール』のように、より面白いアクションアドベンチャーゲームを作ることだった。続編『ピットフォールII 失われた洞窟』のリリース以来、市場のアドベンチャーゲームには、プレイヤーがその環境で収集して利用するための便利なツールが含まれるようになった。しかし、クレインは表示されたツール群を「あまりエレガントではない」と判断し、別の方法でツールを実装することにした。ゲームの前提を考え出した後、ブロビーの変身のアイデア集が作成され、アーティストとブレインストーミングを行った後、アーティストはそれらをコンピューターグラフィックスに変換した。変身は、NESの画面解像度のための画面に表示される方法に基づいて選択された。クレインによると、橋やはしごなどのオブジェクトは「必須」だったが、多くのアイデアは、プレイヤーが見てわかりくいということで却下された。オブジェクトを使用して攻略できるパズルは、ブロビーの形状が確定した後に作成された。  
合計14個のきゃんでぃーがゲームに実装され、プレイヤーが覚えやすくするために、フレーバーの名称にはダジャレや韻を踏んだものがつけられた。例えば、どーなつきゃんでぃー（英語版では"punch-flavored jelly bean"）、「どーなつの輪（=穴）」（英語版では「穴パンチ」）という言葉遊びにちなんで、ブロビーを穴に変身させる効果を持つ。ゲームのマニュアルにリストされているグレープ味のゼリービーンは、任天堂に提出されたバージョンにのみ存在していた。このフレーバーは、ブロビーを壁（「グレープウォール」、中国の万里の長城のしゃれ）に変え、敵を撃退する。本作は、「任天堂で最もプレイされたゲームの1つ」であることが判明した。以前のバージョンでは、プレイヤーキャラクターがブロビーから離れ離れになって、ゲームを続行できなくなる可能性があった。任天堂の上層部はこれをバグだと考えていたため、グレープビーンはケチャップビーン（日本語版では「こーひー きゃんでぃー」）に差し替えられた。
本作は、1989年の夏に任天堂から正式にライセンスされた。標準的なNESゲームの開発には6か月から8か月を要するが、イマジニアリングはわずか6週間で完成させた。クレイン自身が彼のオフィスの近くのフロップハウス（簡易宿泊所の一種）に部屋を借り、16時間から20時間のプロジェクトに数日を費やした。開発の最後の2日間で48時間眠らずに過ごした後、クレーンは商談デモのためにシカゴのコンシューマー・エレクトロニクス・ショーに向かい、ホテルでバグを修正して夜を過ごした。このゲームは、1989年のクリスマスの直前にAbsoluteのNESでの最初のゲームとしてリリースされた。クレインはAbsoluteの初期のゲームの開発プロセスを楽しいものにしたと思い出したが、「任天堂のルールでは、ゲームビジネスの出版側は本当に大変だった」と説明し、ゲームパブリッシャーがその年に廃業する頻度を強調した。チームはもともと、トランスフォーマーアニメーション機能のライター/プロデューサーと、抱き合わせ玩具と映画を使ってふしぎなブロビーのビデオゲームを同時に立ち上げるために話し合っていた。しかし、制作リソースをゲーム、玩具、映画の間で3つの方法に分割するのが期限と困難であるため、計画が実現することはなかった。本作は1990年11月にジャレコによって日本でリリースされた。

## 反響
本作は賛否両論を巻き起こした。ゲームが発売されてから間もない頃に公開された批評の多くは、ブロビーをアイテムとして使いながらゲームを進めていくというコンセプトを肯定的に評価した。 ミルウォーキー・ジャーナル・センティネルの雑誌Mean MachinesとDragonとEdward J. Simradのスタッフ全員が、ゲームを楽しくてやりがいのあるゲームプレイであり、創造的で独創的なアイデアであると述べた。Mean Machinesの2人のレビュアーは、ふしぎなブロビーのグラフィック品質を「背景の一部はデジタル化され、見事に色付けされている。少年はスムーズに、(そして)現実的に動き、ブロビー自身はアニメーションの傑作である。」と賞賛した。クレインの以前の作品『ピットフォール』の更新版としてゲームをラベル付けしたSimradは、プログラマーは迷路のサイズに利用可能なメモリを使用することを常に好んだと主張し、グラフィックスにはそれほど感銘を受けなかった。 
エレクトロニック・ゲーミング・マンスリーの4人のレビュアーは、本作について、敵が少なく画面スクロールがないため、厳密に平均的であると判定した。彼らはユニークなゲームプレイの公式について同様の肯定的なコメントを残したが、作家の一人は「その可能性を完全に実現することはない」と感じた。この意見は、IGNのルーカスM.トーマスによって反響され、ゲームのより否定的なレビューを行った。「ふしぎなブロビーの背後にあるアイデアは確かにユニークであり、賞賛に値するものではあるが」「コンセプトの実現はゲームを楽しいものにすることは決してなかった」と彼は説明した。トーマスはゲームのコントロールに欠陥があることを指摘した；広大な空の環境。限られた数の必要なきゃんでぃーで進めて、プレイヤーに「ブロビーのさまざまな変身のコアとなるゲームプレイギミック」を残すという。ジェレミー・パリッシュ（Jeremy Parish）は1UP.comに寄せた記事の中で、レイヤーが学習曲線を超えて、限られたツールセットとシンプルなインターフェイスをマスターすると、ゲームの潜在的にイライラさせる試行錯誤のメカニズムが沈静化する可能性があると予測した。 
レトロゲーマーのスチュアート・ハント（Stuart Hunt）が「本作はアブソリュート・エンタテインメントの最大のヒット作の1つとなり、チームの期待をすべて上回った。」と報告したように、このゲームは、1989年のCESでのデビューで「Best of Show」賞を受賞した。 擁護団体「Parents' Choice Foundation」は1990年に「ふしぎなブロビー」を「『正の人間の価値』、『高品質のソフトウェア』、『インテリジェント・デザイン』」をもって「Parents' Choice Award」に表彰した 。デザイナーのクレインは、後者の栄誉を特に誇りに思っており、親になる前と後の両方に感謝している。

## 後世への影響
ゲームの最初のリリース以来、本作はメディアからさまざまな認識を得ている。2005年、ヒューストン大学の新聞コラムニストであるジェイソン・ポーランドは、若い男の子が宇宙空間の友だちになるというゲームの前提のインスピレーションを、『E.T.』や『スター・ファイター』を含む1980年代の映画の多くに見られる中心テーマに帰した。作家は、地球人主人公がエイリアンのコホートにキャンディを供給するという2つの機能のうち前者について、これが特に当てはまることを発見した。「ジェリービーンの製品は一切配置されていないが、ふしぎなブロビーは80年代のSF映画のすべてのプロットデバイスを含み、映画ジャンル全体のエンドキャップとして機能している。」。ウェブサイトのGamesRadarは、ふしぎなブロビーがAI制御パートナーの最初の認識可能なインスタンスを持つことのゲームにおけるマイルストーンであると指摘した。IGNは、レビュースコアが非常に低いにもかかわらず、ふしぎなブロビーをNESで74番目に優れたゲームとして挙げた。これは、創造的なゲームプレイメカニズムと、アクションアドベンチャーとプラットフォームの健全な混合に含まれているためである。 
本作の続編であるゲームボーイ用ソフト『ふしぎなブロビー プリンセス・ブロブを救え!』は、ブロビーと少年が城の塔の中にとらわれた王女を救おうとする内容である。マジェスコ・エンターテインメントは、Absoluteの閉鎖後にふしぎなブロビーの権利を購入した。ゲームボーイアドバンス向けに「A Boy and His Blob: Jelly's Cosmic Adventure」と題した一連のシリーズは2001年にMajescoによって発表されたが、ゲームは最終的にキャンセルされた Majescoは、2005年にクレインとKitchenが1995年に設立したSkyworks TechnologiesによるニンテンドーDS用の開発中の続編を発表した 。ゲームのストーリーは、NESのリリースが完了してから6年後に行われた。これは、3Dモデル 、15〜20の異なる色のジェリービーン、15レベル、ジェリービーンの在庫を管理するためのDSタッチスクリーン機能を搭載することであった 。 しかし、Majescoの経済的問題により、ゲームの発売は無期限延期となった。
本作のWiiでリメイクは、「A Boy and His Blob」のタイトルでWayForward Technologiesによって開発され、2009年にMajescoによって公開された。クレインは新しいゲームの作成には関与しなかった。同年、『ふしぎなブロビー ブロバニアの危機』は、北米とPALの両方の地域でWii バーチャルコンソールサービスで再リリースされた。シリーズの別の新しいタイトルは、 ニンテンドー3DSの開発中として2010年のElectronic Entertainment Expoにリストされた。WayForward Technologiesは後にリストの内容に誤りがあったとし、"A Boy and His Blob"の新作の開発は行っていないとの声明を発表した。